# ویکی‌پدیا – راهنمای گمشده
ویکی‌پدیا: راهنمای گمشده (انگلیسی: Wikipedia: The Missing Manual) کتابی نوشتهٔ جان بروتون است که در سال ۲۰۰۸ منتشر شد. این کتاب یک راهنمای چگونگی است که فرایند مشارکت در دانشنامهٔ اینترنتی ویکی‌پدیا را توضیح می‌دهد.
رابرت اسلید، بازبینی‌کنندهٔ کتاب نوشته‌است که «این کتاب مقدمه‌ای ممتاز است برای هرکسی که به تبدیل شدن به بخشی از این تجربهٔ باشکوه علاقه‌مند است». ویکی‌پدیا: راهنمای گمشده بخشی است از سری راهنمای گمشدهٔ اورایلی مدیا، که توسط دیوید پوگ، ستون‌نویس فناوری در نیویورک تایمز و ساینتیفیک آمریکن خلق شده‌است.
در ۲۶ ژانویهٔ ۲۰۰۹، اورایلی مدیا اعلام کرد که محتوای این کتاب تحت یک پروانه آزاد که با ویکی‌پدیا سازگار باشد، منتشر می‌شود و در فضای نام راهنمای ویکی‌پدیا برای ویرایش در دسترس قرار خواهد گرفت.